# ابن بسام المحتسب
شمس الدين محمد بن الشيخ شهاب الدين أحمد المعروف بابن بسام المحتسب التنيسي، من مواليد تنيس. لا يعرف على وجه التحديد تاريخ ميلاده ووفاته ولكن يرجح الدكتور جمال الدين الشيال في تحقيقه لكتاب أنيس الجليس  أن يكون المؤلف قد عاش في الربع الأخير من القرن السادس الهجري والربع الأول من القرن السابع الهجري. من مؤلفاته:
1. أنيس الجليس في أخبار تنيس من تحقيق الدكتور جمال الدين الشيال.
2. نهاية الرتبة في طلب الحسبة. وتوجد منه نسخة مخطوطة في المكتبة التيمورية بالقاهرة، وكتب عن هذا الكتاب الأب لويس شيخو اليسوعي ونشر منه مقتطفات في مجلة المشرق.[2]